# Parque Nacional de Boé
O Parque Nacional de Boé é uma área protegida situada na região de Gabu, no sudoeste da Guiné-Bissau. 
Este parque é composto por dois parques nacionais, o Dulombi – Boé I e o Dulombi – Boé II, criados em 2014 e legalizados em 2017.
O parque natural é alimentado pelo rio Corubal.

## Fauna
Estão identificadas 170 espécies de aves, com  três novos registos para o país: a cotovia-pardal-de-dorso-castanho (Eremopterix leucotis), a andorinha-estriada-pequena (Cecropis abyssinica) e o chasco de Heuglin (Oenanthe heuglini).
Entre os mamíferos, encontram-se 700 indivíduos de chimpanzés (Pan troglodytes), o búfalo africano (Syncerus caffer), o macaco Colobus (Colobus polykomos), o antílope (Cephalophus dorsalis), o duiker-de-dorso-amarelo (C. sylvicultor) ou a palanca-vermelha (Hippotragus equinus).